# 矢口麓蔵
矢口 麓蔵（やぐち ろくぞう、1902年（明治35年）7月5日 - 1990年（平成2年）8月13日）は、日本の外交官。初代外務省入国管理部長、初代外務省移住局長、駐チリ特命全権大使、駐キューバ特命全権大使。

## 人物・経歴
山形県出身。旧制山形県立鶴岡中学校（現山形県立鶴岡南高等学校）を経て、1924年神戸高等商業学校（現神戸大学）本科卒業。1931年外務省入省。特別調達庁事業局次長兼経営部長、連絡調整中央事務局第三部長、外務省管理局入国管理部長などを経て、外務省移住課参事官として移民政策を構想した。日本・カンボジア平和条約が締結された1955年からは外務省移住局長を務め、農業労働者のカンボジアへの移民を行う旨の大綱について合意を獲得した。1957年からは日本人移民を送り出す計画のあったチリ国駐箚特命全権大使を務めた。1962年キューバ国駐箚特命全権大使。1967年には第31回衆議院議員総選挙で自由民主党から山形県第2区において出馬したが落選した。1971年亜東親善協会設立発起人。
1990年に死去した。

## 著書
- 『進駐軍設営関係規定と解説』霞關會 1947年